# Ƨ
Cette page contient des caractères spéciaux ou non latins. S’ils s’affichent mal (▯, ?, etc.), consultez la page d’aide Unicode.
À ne pas confondre avec la lettre cyrillique dzé réfléchi Ꙅ.
Ƨ (minuscule ƨ), appelé s réflechi ou lettre deuxième ton, est une lettre additionnelle qui était utilisée dans l’alphabet mixte du zhuang de 1957 à 1982.

## Utilisation
Au Moyen-Âge, la lettre abbréviative con ‹ ꝯ › a parfois la forme d’un s réfléchi.

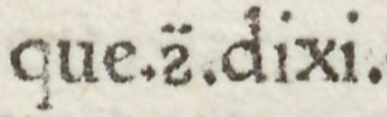
‹ que.ꝯᷓ.dixi › que contradixi dans un ouvrage de Bartolus de Saxoferrato, publié en 1477, avec ꝯᷓ ayant la forme de ƨᷓ (ressemblant à ƨ̈).

Dans l’alphabet de Metelko, une lettre similaire au s réfléchi est utilisée pour représenter une voyelle moyenne centrale [ə]. Sa graphie minuscule ressemble à la lettre cyrillique gé dur minuscule italique ou cursive ‹ г ›.
Un s réfléchi est utilisé comme alternative à la lettre z dans la version de 1877 de l’alphabet phonétique pour l’écriture de l’anglais de la Spelling Reform Association.
Dans l’alphabet mixte développés en République populaire de Chine, la graphie de cette lettre ressemble au chiffre 2 et à la lettre cyrillique gé dur minuscule italique ou cursive ‹ г › de laquelle elle est dérivée.
Ƨ représente le deuxième ton (représenté par ˧˩ dans l'alphabet phonétique international). Elle fut remplacée en 1982 par la lettre Z.
En dialectologie italienne, Rita Pina Abbamonte, Giuseppe Foti ou d’autres auteurs utilisent le s réfléchi dans le digramme ‹ t͡ƨ › pour représenter une consonne affriquée alvéolaire sourde [t͡s], le digramme ‹ t͡s › représentant plutôt une consonne affriquée dentale sourde [t̪͡s], et le ƨ réfléchi seul pour représenter une consonne fricative pré-palatale sourde [ɕ]. Ce symbole est notamment utilisé dans le canIPA, une révision de l’alphabet phonétique international de Luciano Canepari, représentant une fricative alvéolaire sourde non-sibilante [ɹ̝̝̊]. Dans ces systèmes de transcriptions phonétiques le z réfléchi ‹ z › et le digramme ‹ d͡z › sont utilisés pour les consonnes voisées.

## Représentation informatique
Cette lettre possède les représentations Unicode suivantes :
| formes    | représentations | chaînes de caractères | points de code | descriptions                         |
| --------- | --------------- | --------------------- | -------------- | ------------------------------------ |
| capitale  | Ƨ               | Ƨ                     | U+01A7         | lettre majuscule latine deuxième ton |
| minuscule | ƨ               | ƨ                     | U+01A8         | lettre minuscule latine deuxième ton |